# O!RUL8,2?
O!RUL8,2? – pierwszy minialbum południowokoreańskiej grupy BTS, wydany 11 września 2013 roku jako kontynuacja płyty 2 Cool 4 Skool. Album składa się z dziesięciu utworów, głównym singlem jest „N.O”. Grupa później promowała „Jingyeogui Bangtan” (kor. 진격의 방탄), kolejny utwór z minialbumu. Sprzedał się w nakładzie 126 353 egzemplarzy w Korei Południowej (stan na grudzień 2017).
Teledysk do utworu „N.O” (akronim „no offense”) ukazał się 10 września, dzień przed premierą albumu. Choreografię opracował Son Sung-deuk, a teledysk został wyreżyserowany przez Zanybros.

## Lista utworów
| Nr  | Tytuł                                                           | Słowa i kompozycja                                          | Produkcja          | Czas |
| --- | --------------------------------------------------------------- | ----------------------------------------------------------- | ------------------ | ---- |
| 1.  | "INTRO : O!RUL8,2?"                                             | Pdogg, Rap Monster                                          | Pdogg              | 1:11 |
| 2.  | "N.O"                                                           | Pdogg, "Hitman" Bang, Rap Monster, Suga, Supreme Boi        | Pdogg              | 3:30 |
| 3.  | "We On"                                                         | Pdogg, Rap Monster, Suga, J-Hope                            | Pdogg              | 3:51 |
| 4.  | "Skit: R U Happy Now?"                                          |                                                             | Pdogg              | 2:28 |
| 5.  | "If I Ruled The World"                                          | Pdogg, Rap Monster, Suga, J-Hope                            | Pdogg              | 4:07 |
| 6.  | "Coffee"                                                        | Urban Zakapa, Pdogg, Slow Rabbit, Rap Monster, Suga, J-Hope | Pdogg Slow Rabbit  | 4:20 |
| 7.  | "BTS Cypher Pt.1"                                               | Supreme Boi, Rap Monster, Suga, J-Hope                      | Supreme Boi        | 2:11 |
| 8.  | "Jingyeogui Bangtan" (kor. 진격의 방탄, ang. Attack On Bangtan) | Pdogg, Rap Monster, Suga, J-Hope, Supreme Boi               | Pdogg              | 4:07 |
| 9.  | "Paldogangsan" (kor. 팔도강산, ang. Satoori Rap)                | Pdogg, Rap Monster, Suga, J-Hope                            | Pdogg              | 3:25 |
| 10. | "OUTRO : LUV IN SKOOL"                                          | Slow Rabbit, Pdogg                                          | Slow Rabbit, Pdogg | 1:26 |

## Notowania
| Lista                          | Najwyższa pozycja |
| ------------------------------ | ----------------- |
| Gaon Weekly Album Chart        | 4                 |
| Gaon Monthly Album Chart       | 11                |
| Gaon Yearly Album Chart (2013) | 55                |
| Gaon Yearly Album Chart (2014) | 92                |
| Gaon Yearly Album Chart (2015) | 87                |